# Deutsches Meisterschaftsrudern 1892
Das 11. Deutsche Meisterschaftsrudern wurde 1892 in Stettin ausgetragen. Wie in den Jahren zuvor wurde nur im Einer der Männer ein Meister ermittelt. Paul Wolff vom RV Sport-Germania Stettin konnte seinen Meistertitel vom Vorjahr verteidigen.

## Medaillengewinner
| Bootsklasse | Gold                                   | Silber                                      | Bronze                        |
| ----------- | -------------------------------------- | ------------------------------------------- | ----------------------------- |
| Einer       | Paul Wolff (RV Sport-Germania Stettin) | Heinrich Schopmann (RC Allemannia von 1866) | Fritz Miller (Ulmer RC Donau) |